# Омар Оресте Корбатта
Омар Оресте Корбатта Фернандес (ісп. Omar Corbatta, 11 березня 1936, Деро, провінція Буенос-Айрес, Аргентина — 6 грудня 1991, Авельянеда) — аргентинський футболіст, що грав на позиції нападника. Виступав, зокрема, за клуби «Расинг» (Авельянеда), «Індепендьєнте» (Медельїн, Колумбія) і національну збірну Аргентини. Дворазовий переможець чемпіонату Південної Америки, учасник першості світу 1958 року.

## Біографічні відомості
Народився в містечку Деро в родині італійський імігрантів, в якої було 8 дітей. Батько помер, коли Оресте виповнилося 5 років і мати у пошуках кращої долі переїхала до Буенос-Айреса. У школу хлопець майже не ходив і до кінця життя так і не навчиться ні читати, ні писати. Капітан збірної Аргентини та «Расинга» Педро Дельяча згодом зумів навчити свого друга лише виводити своє прізвище, що згодилось Корбатті під час роздачі тисяч автографів.
У 1953 році перейшов з провінційної команди «Хуверландія» до академії «Расинга» за 20 000 песо. За основний склад дебютував 30 квітня 1955 року проти клубу «Хімнасія і Есгріма» (поразка 0:1). Худорлявий і невисокий на зріст мав гарну швидкість і філіграну техніку. Зокрема, володів «фінтом Гаррінчі»: імітував просування з м'ячем по полю, на яке реагували опоненти — але сам залишався стояти на місці. З його передач неодноразово відзначалися бомбардири Хуан Хосе Піссуті і Рубен Ектор Соса. За «Расинг» виступав вісім сезонів, двічі ставав чемпіоном Аргентини.
1956 року дебютував у складі збірної Аргентини. Наступного року його команда стала переможницею першості Південної Америки. Учасник чемпіонату світу 1958 року у Швеції. У кожному з трьох матчів, які провела його команда відзначився забитим м'ячем. 1959 року вдруге став чемпіоном південноамериканської конфедерації. За сім років у національній команді провів 42 матчі, забивши 18 голів.
1963 року перейшов до складу «Боки Хуніорс» за 12 мільйонів песо. За отримані кошти «Расінг» оновив свій стадіон і покращив інфраструктуру. У цей час «Бока» грала у фіналі Кубка Лібертадорес проти «Сантоса» з Пеле і двічі ставала чемпіоном країни (1962, 1963). Але в цих досягненнях внесок Корбатти був мінімальним: за три сезони провів всього 18 лігових ігор (7 голів).
У розпалі сезону-65 перейшов до клубу «Індепендьєнте Медельїн». За п'ять років у колумбійській команді провів 145 матчів (34 голи). Віце-чемпіон Колумбії 1966 року. Після повернення на батьківщину виступав у командах нижчих дивізіонів «Сан-Тельмо», «Італія Унідос» і «Тіро Федераль» (1970—1974).
У клубах і збірній був основним виконавцем 11-метрових штрафних ударів. При виконанні пенальті ніколи не дивився в очі голкіперам, а концентрував погляд на м'ячеві і ногах суперника. Якщо воротар рухався до удару — бив у протилежний бік, якщо залишався на місці — сильно у кут воріт.
Чотири рази був одружений. За межами футбольного поля був не практичною людиною. Ще під час футбольної кар'єри сильно зловживав алкоголем і іноді виходив на поле нетверезим. Наприклад, напередодні важливого матчу з «Естудіантесом» Корбатта повернувся на базу лише о 6 ранку і ледь тримався на ногах. Коли тренер Хосе Делья Торре давав останні передматчеві настанови, Оресте дрімав. Перед тим як вийти на газон, він просив одноклубників: «Не давайте мені пасів, бо я ще й досі п'яний. Я ледь стою на ногах та будь-якої миті можу впасти. До того ж, я зовсім не бачу м'яча». Тим не менш команда забила супернику 6 голів, з яких 2 — на рахунку Корбатти.
В останні роки життя перебував у скрутному фінансовому становищі. Помер 6 грудня 1991 року на 56-му році життя у місті Авельянеда.

## Досягнення
- Чемпіон Південної Америки (2): 1957, 1959 (Аргентина)
- Чемпіон Аргентини (2): 1958, 1961

## Статистика
Сумарні показники у складі збірної Аргентини:
| Турнір                          | Ігри | Голи |
| ------------------------------- | ---- | ---- |
| Чемпіонат світу                 | 3    | 3    |
| Чемпіонат Південної Америки     | 10   | 5    |
| Кваліфікація на чемпіонат світу | 6    | 6    |
| Товариські матчі                | 23   | 4    |
| Всього                          | 42   | 18   |

Статистика виступів на чемпіонаті світу:
| № | Дата       | Місце проведення | Суперник          | Результат | Голи                             |
| - | ---------- | ---------------- | ----------------- | --------- | -------------------------------- |
| 1 | 08.06.1958 | Мальме           | ФРН               | 1–3       | 3' (Фріц Геркенрат)              |
| 2 | 11.06.1958 | Гальмстад        | Північна Ірландія | 3–1       | 36' (пен.) (Гаррі Грегг)         |
| 3 | 15.06.1958 | Гельсінгборг     | Чехословаччина    | 1–6       | 65' (пен.) (Бржетислав Долейший) |

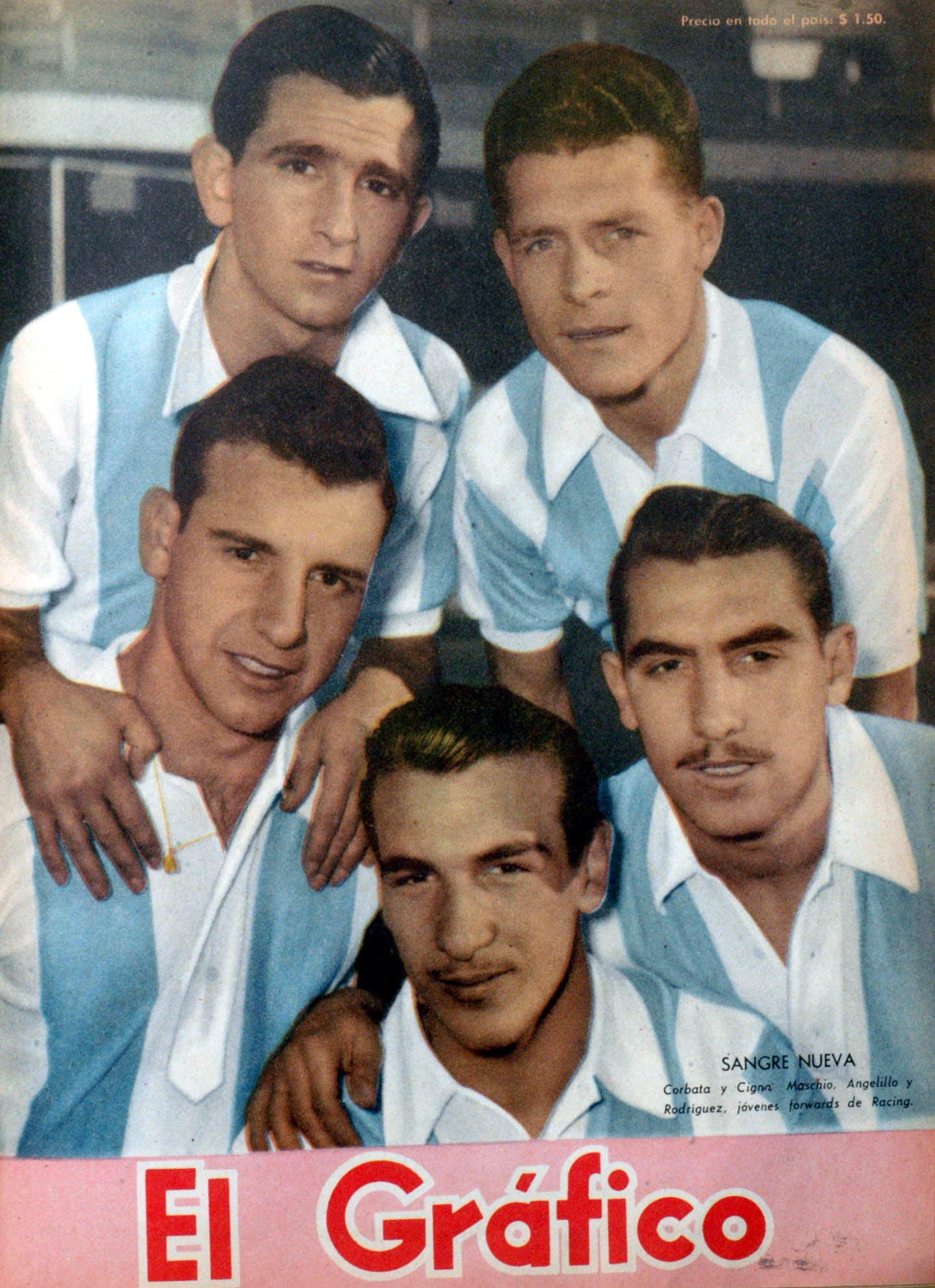
«Расінг»-1955.
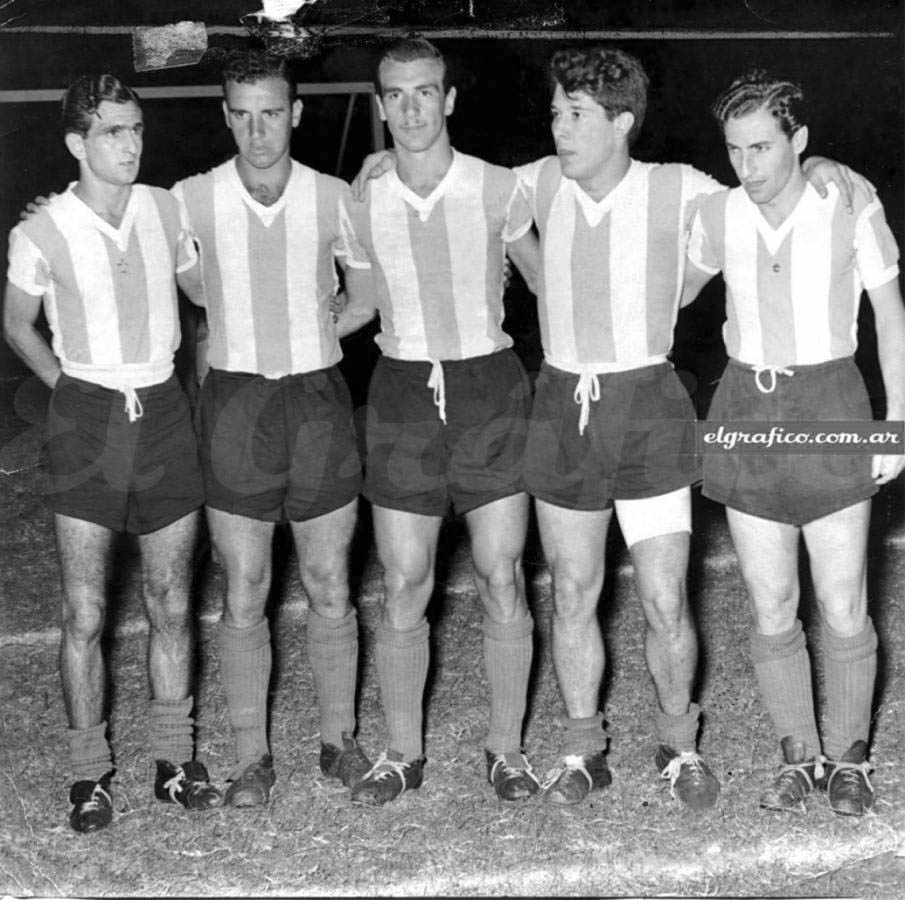
Чемпіонат Південної Америки 1957 року: Корбатта, Маскіо, Анджелілло, Сіворі, Крус.
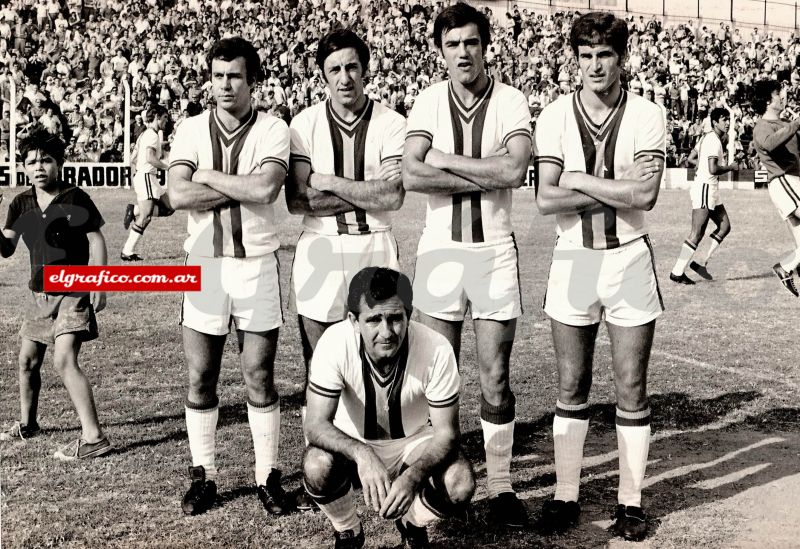
У складі «Сан-Тельмо».